# Drukpersmisdrijf
Een drukpersmisdrijf (Frans: délit de presse, Duits: Pressedelikte) is een begrip uit het Belgische strafrecht. Een drukpersmisdrijf is een misdrijf waarbij iemand door middel van een openbare publicatie de wet overtreedt of schade veroorzaakt aan een derde.

## Voorwaarden
1. Het moet gaan om een meningsuiting. Misdrijven die via de pers worden gepleegd zonder het uiten van een mening - bijvoorbeeld publicatiemisdrijven, voeren van reclame voor seksuele diensten of drukkerijmisdrijven (het niet toekennen van een recht van antwoord) - zijn geen persmisdrijven. Loutere gegevens of informatie of afbeeldingen vallen hier niet onder.
2. De meningsuiting moet strafbaar zijn (laster, eerroof, beledigingen,...)
3. Het misdrijf moet gepleegd worden door middel van een drukpers, er is dus een geschrift vereist. Volgens een evolutieve interpretatie zouden hier ook radio, televisie,… onder vallen maar dit is (nog) niet aanvaard door het Hof van Cassatie, behalve één keer naar aanleiding van de reportagereeks “De nieuwe orde” van de toenmalige BRT, waarbij een journalist werd vervolgd voor laster en eerroof. Dit werd toen uitzonderlijk aanvaard omdat het programma samenhing (een ondeelbaar geheel uitmaakte) met de publicatie van een boek.
4. Aan de publicatie moet een daadwerkelijke openbaarheid gegeven worden. Het werk moet dus een zekere verspreiding kennen.

## Gevolgen
Drukpersmisdrijven behoren tot de exclusieve bevoegdheid van het Hof van assisen, tenzij ze ingegeven zijn door racisme of xenofobie. In een arrest van 13 september 2005 besliste het Hof van Cassatie dat ook drukpersmisdrijven die ingegeven zijn door negationisme kunnen worden vervolgd voor de correctionele rechtbank wegens inbreuken op de Negationismewet.
Het Hof van Cassatie interpreteert dit begrip erg eng, waardoor er nog erg weinig misdrijven onder vallen. Op die manier wil men vermijden dat men de dure, omslachtige procedure voor het Hof van assisen moet volgen. Dit heeft ook tot gevolg dat er nog nauwelijks drukpersmisdrijven worden vervolgd en journalisten nauwelijks strafrechtelijk worden aangesproken.

In 1999 werd de Belgische Grondwet gewijzigd om de "drukpersmisdrijven ingegeven door racisme of xenofobie" te onttrekken aan de bevoegdheid van het Hof. Op die manier hoopt men een einde te maken aan de immuniteit die ontstond door het niet toepassen van de zware assisenprocedure. Deze misdrijven komen nu voor de correctionele rechtbank.
- Eervolle behandeling (bepaalde beslissingen, zoals de sluiting van de deuren, mogen slechts met eenparigheid genomen worden, zonder handboeien voor het Hof verschijnen,...)
- Er is geen voorlopige hechtenis mogelijk
- Trapsgewijze verantwoordelijkheid: dit geldt zowel voor de strafrechtelijke als burgerrechtelijke aansprakelijkheid
- Voor enkele persmisdrijven werd een kortere verjaringstermijn voorzien

Dit regime komt voor een groot deel overeen met dat van politieke misdrijven.

## Rechtszaken
- In oktober 2021 werd een 34-jarige man uit Flémalle vervolgd voor het aanzetten tot haat en het uiten van bedreigingen op sociale media tegen vrouwen en feministen. Omdat de geschreven bedreigingen volgens de Luikse kamer van inbeschuldigingstelling een drukpersmisdrijf uitmaakten, was de zaak door deze verwezen naar het hof van assisen van Luik. De beschuldigde werd door de jury schuldig verklaard aan het uiten van bedreigingen, maar werd vrijgesproken van het aanzetten tot haat. Hij werd veroordeeld tot een gevangenisstraf met uitstel van 12 maanden met aftrek van zijn ondergane voorlopige hechtenis.[2][3]